# Comerica Park
Comerica Park es un estadio de béisbol al aire libre situado en el Downtown de Detroit. Es el parque donde juegan como locales los Detroit Tigers de las Grandes Ligas, en sustitución de Tiger Stadium en el 2000. Comerica Park fue escenario del Juego de Estrellas del año 2005, y la Serie Mundial de los años 2006 y 2012.

## Historia
Los Tigers, constituidos desde 1894,  habían jugado en la esquina de las avenidas Michigan y Trumbull, en el barrio de Corktown de Detroit, desde 1896, cuando se inauguró el Parque Bennett. En 1911, el nuevo propietario de los Tigers, Frank Navin, ordenó la construcción de un nuevo estadio en el mismo sitio. Inaugurado en 1912, el estadio, que con el tiempo se conocería como el Estadio Tiger, fue la sede de los Tigers durante las siguientes 88 temporadas. A mediados de la década de 1990, era evidente que el querido estadio estaba llegando al final de su vida útil.
Comerica Park se encuentra en el sitio original de la Facultad de Derecho de Detroit.  La ceremonia de inicio de las obras del nuevo estadio se llevó a cabo el 29 de octubre de 1997.  En el momento de la construcción, el marcador en el jardín izquierdo era el más grande de las Grandes Ligas de Béisbol.  Fue parte de un plan de revitalización del centro de la ciudad de Detroit, que incluyó la construcción del Ford Field , adyacente al estadio.  El primer juego se llevó a cabo el 11 de abril de 2000 contra los Seattle Mariners, con 39.168 espectadores, en una fría tarde nevada.
En diciembre de 1998, Comerica Bank acordó pagar 66 millones de dólares durante 30 años por los derechos de nombre para el nuevo estadio.  En 2018, Comerica extendió su acuerdo de derechos de nombre con los Tigers hasta 2034.

## Características
La entrada principal al estadio se encuentra frente al Teatro Fox y entre dos iglesias históricas del centro, la Iglesia Episcopal de San Juan y la Iglesia Metodista Unida Central. Fuera de la entrada principal hay una estatua de un tigre de 15 pies (4,6 m) de altura. Hay otras ocho estatuas de tigres de tamaño heroico en todo el parque, incluidas dos que merodean sobre el marcador en el jardín izquierdo. Los ojos de estos tigres se iluminan después de un jonrón o una victoria de los Tigres y también se escucha el sonido del gruñido de un tigre. Los tigres fueron creados originalmente por el escultor Michael Keropian y fabricados por ShowMotion Inc. en Norwalk, Connecticut. A lo largo de las paredes de ladrillo afuera del parque hay 33 cabezas de tigre con pelotas de béisbol iluminadas en sus bocas.
En el vestíbulo del jardín central izquierdo hay estatuas de casi todos los jugadores cuyos números fueron retirados por los Tigres (con la excepción de Jackie Robinson, cuyo número fue retirado en todos los parques de la MLB en 1997 y está ubicado en la pared del jardín central derecho). También hay una estatua de Ty Cobb, pero no tiene número, ya que jugaba béisbol antes de que los jugadores comenzaran a usar números en sus uniformes. Los nombres de estos jugadores, junto con los nombres de los jugadores del Salón de la Fama y los locutores que pasaron una parte importante de su carrera con los Tigres, también están en una pared en el jardín central derecho. Ernie Harwell, el locutor de radio del equipo desde hace mucho tiempo y ganador del Premio Ford C. Frick del Salón de la Fama, tiene una estatua justo dentro del estadio, en el lado de la primera base.
Comerica Park fue el último estadio de béisbol de la MLB que contó con una franja de tierra distintiva entre el plato de home y el montículo del lanzador. Esta franja, a veces conocida como el "ojo de la cerradura", era común en los primeros estadios de béisbol, pero era muy rara en las instalaciones modernas. Fue eliminado antes de la temporada 2025. Además, el área del home tiene la forma del propio home, y no la de un círculo estándar.
En 2014, los Tigres anunciaron una renovación de 4 millones de dólares del Comerica Landing, entonces conocido como Pepsi Porch. Esta renovación incluyó la eliminación de las gradas que alguna vez ocuparon el espacio y la adición de nuevos asientos de estadio. El plan también incluía nuevas mesas altas, una nueva barra en el medio del porche, sofás y sillones, así como una fogata. Las gradas que antes ocupaban el área fueron trasladadas al espacio situado encima del restaurante y bar The Jungle.

## Dimensiones
A diferencia del Tiger Stadium, que durante mucho tiempo fue considerado uno de los parques más favorables para los bateadores en el béisbol, Comerica Park se considera extremadamente favorable para los lanzadores. A excepción del jardín central, las dimensiones del campo exterior eran más amplias que las del Tiger Stadium. Esto provocó quejas tanto de los jugadores como de los aficionados. El más famoso fue el sarcástico llamado Bobby Higginson, quien se refirió al lugar como "Parque Nacional Comerica".
Antes del inicio de la temporada 2003 de la MLB, el club movió la distancia del jardín central izquierdo de 395 a 370 pies (120,4 a 112,8 m) .  Esto también eliminó el asta de la bandera del campo de juego, originalmente incorporada como un homenaje al Estadio Tiger. Dos años más tarde, los bullpens fueron trasladados del jardín derecho a un área vacía en el jardín izquierdo creada cuando se movió la cerca. En lugar de los antiguos bullpens en el jardín derecho, se agregaron alrededor de 950 asientos. Esto hizo que uno de los estadios más favorables para los lanzadores se transformara en el tercero más favorable para los bateadores (teniendo en cuenta también las bases extra).
Antes de la temporada 2023 de la MLB, el club anunció que la cerca del jardín central se movería 10 pies, midiendo 412 pies (125,6 m), mientras que el jardín izquierdo se rebautizaría como 342 pies (104,2 m) .  Esto se debió a que las distancias reales desde el home se revelaron mediante mediciones láser. El club también anunció que las vallas del jardín central, del jardín central derecho y del jardín derecho se bajarían a 7 pies.
En el diseño del campo de juego del Comerica Park, cuando un jugador está en el turno al bate, la dirección hacia la que mira se ve más al sur que en cualquier otro estadio.